# Интерлингва
Интерлингва (Interlingua) – международен спомагателен език, разработен в периода 1936-1951 г. от Международната асоциация за помощни езици (IALA) под ръководството на Александър Гоуда. Интерлингва IALA — това е резултатът от работата на голям екип от европейски и американски учени-лингвисти. Речниковият състав на езика интерлингва включва в себе си думи с латински корени, както и международна лексика, взета от италиански, испански, португалски, френски, английски, немски и руски език.
Тъй като в езика интерлингва не се създават изкуствено корени на думи, както в много други изкуствени езици, а се ползват наистина съществуващите индоевропейски корени, интерлингва може да бъде разбран от голям брой хора по целия свят, особено от ползващите романски езици. Въпреки това, много малко хора днес употребяват интерлингва. В това отношение този език до голяма степен отстъпва място на международния език есперанто.